# Красная Речка (Хабаровск)
Кра́сная Ре́чка — бывший посёлок городского типа, ныне микрорайон города Хабаровска, Россия. Был основан не позже 1891 года. Входит в состав Индустриального района. Расположен в южной части города между Амурской протокой и Транссибирской магистралью.

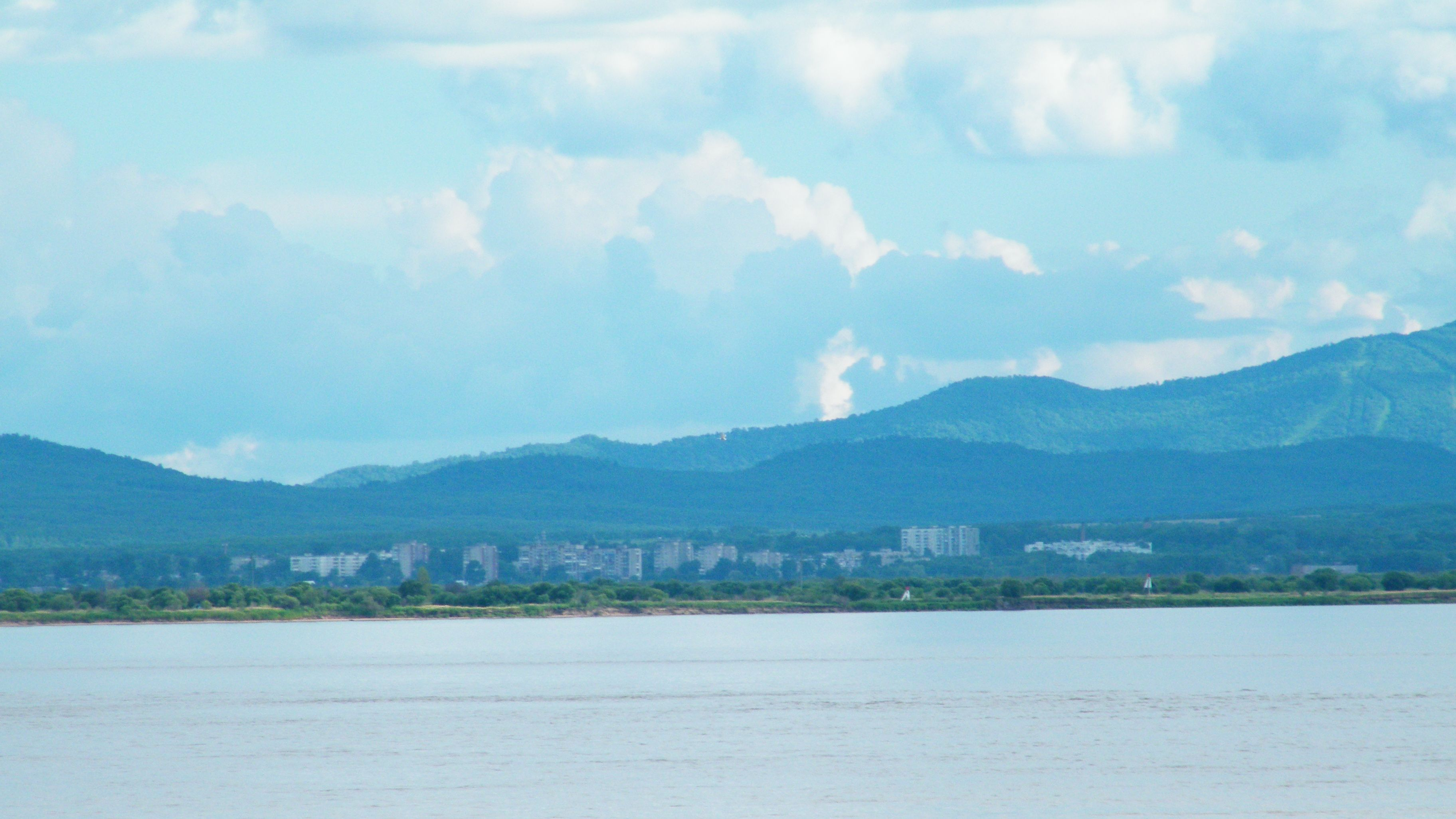
Вид на Красную Речку с набережной стадиона им. Ленина

## История
Селение поначалу называлось Николо-Александровкой. В начале 20 века это место облюбовали военные, и в официальных документах появилось название «Николо-Александровская пристань». Изначально Красной Речкой называлась станция Транссибирской магистрали, находившаяся на тот момент довольно далеко от жилых домов Николо-Александровки. В просторечии уже тогда закрепилось нынешнее имя - Красная Речка.
С января 1926 года Красная Речка входила в Краснореченский сельсовет Некрасовского района Хабаровского округа Дальневосточного края. 5 июня 1931 года к Красной Речке было присоединено село Хоперовское. Одновременно власти Дальневосточного края присвоили Красной Речке статус рабочего посёлка, но это решение не было утверждено центральными властями. В 1937—1938 годах Красная Речка была подчинена Хабаровскому горсовету.
7 октября 1938 года Красная Речка официально получила статус посёлка городского типа в составе Хабаровского района Хабаровской области Дальневосточного края.
28 сентября 1956 года пос. Красная Речка Хабаровского района Хабаровского края был включён в состав Сталинского района города Хабаровска.
В микрорайоне Красная Речка жилой фонд состоит из многоэтажных жилых домов, построенных преимущественно для военнослужащих и членов их семей (в окрестностях расположены воинские части) и обширного частного сектора.
Красная Речка граничит с селом Краснореченское, от микрорайона начинается автодорога краевого значения к селу Казакевичево.